# خورخي هومبيرتو مارتينيز
خورخي هومبيرتو مارتينيز (بالإسبانية: Jorge Humberto Martínez)‏ هو دراج كولومبي، ولد في 5 نوفمبر 1975 في Jardín ‏ في كولومبيا.

## وصلات خارجية
- خورخي هومبيرتو مارتينيز على موقع الاتحاد الدولي للدراجات (الإنجليزية)
- خورخي هومبيرتو مارتينيز على موقع أرشيف الدراجات (الإنجليزية)